# Carsten Wolf
Carsten Wolf (Potsdam, 26 agosto 1964) è un ex pistard tedesco.

## Palmarès

### Olimpiadi
- 1 medaglia[1]:
  - 1 argento (Seul 1988 nell'inseguimento a squadre)

### Mondiali
- 1 medaglia[1]:
  - 1 oro (Chambéry 1989 nell'inseguimento a squadre)